# PC Gamer
PC Gamer је часопис основан у Уједињеном Краљевству 1993. посвећен искључиво видео-играма. Издаје га Future Publishing сваког месеца. Магазин има неколико регионалних едиција, где је УК и САД верзија најпродаванија у тим земљама. Магазин садржи вести из индустрије видео-игара, критике нових игара са другим додацима везани за хардвери.